# Loxandrus comptus
Loxandrus comptus är en skalbaggsart som beskrevs av Thomas Casey. Loxandrus comptus ingår i släktet Loxandrus och familjen jordlöpare. Inga underarter finns listade i Catalogue of Life.